# Costa Occidental (Cantabria)
La Costa Occidental o Marina Occidental es una comarca de Cantabria (España). Tiene un carácter semiurbano y es de tendencia turística. Limita al este con el Besaya, al sur con Saja-Nansa, al oeste con Asturias y al norte con el mar Cantábrico.
Como su propio nombre indica, esta comarca se extiende por el litoral del oeste de la comunidad autónoma, desde el límite con Asturias, en la desembocadura del río Deva, hasta el municipio de Santillana del Mar; aunque estos límites pueden variar según la fuente, ya que esta comarca, como el resto de las de Cantabria, no está regulada pero posee unos elementos característicos comunes a todos los municipios que la forman.
Esta zona cuenta con grandes activos turísticos como son las playas, naturaleza, gastronomía y cultura. De los municipios que la forman, son Santillana del Mar, Comillas y San Vicente de la Barquera los que más renombre tienen y por lo tanto principales destinos, tanto en la comarca como en Cantabria.
En la comarca occidental desembocan dos de los ríos más largos de Cantabria: el Deva y el Nansa además del río Escudo. Además de las numerosas playas, podemos encontrar el Parque natural de Oyambre y el Monte Corona.
Como se ha comentado, destaca la cultura en la zona, ya que en unos pocos kilómetros se concentran la Cueva y Museo de Altamira, el Zoólogico y Jardín Botánico, la Colegiata en Santillana del Mar. Y en Comillas se halla el Palacio de Sobrellano, la Universidad Pontificia Comillas (actualmente recuperándose para el Campus Comillas) y el Capricho de Gaudí.
El occidente cántabro es una comarca principalmente turística que, al contrario que el oriente, había permanecido a salvo de la construcción masiva debido a la tardanza en construcción de la Autovía del Cantábrico, completada a del siglo XXI.
La población total de la comarca alcanza la cifra de 19 641 habitantes, según datos del INE del año 2017. Según los datos del mismo año, sus tres núcleos más poblados, de mayor a menor, son: San Vicente de la Barquera (4491), Santillana del Mar (3983) y Val de San Vicente (2670). Y sus tres núcleos menos poblados, de menor a mayor, son: Ruiloba (762), Udías (843) y Valdáliga (2414).
A pesar de que ya existe una ley de comarcalización de Cantabria, esta todavía no ha sido desarrollada por lo tanto la comarca no tiene entidad real.

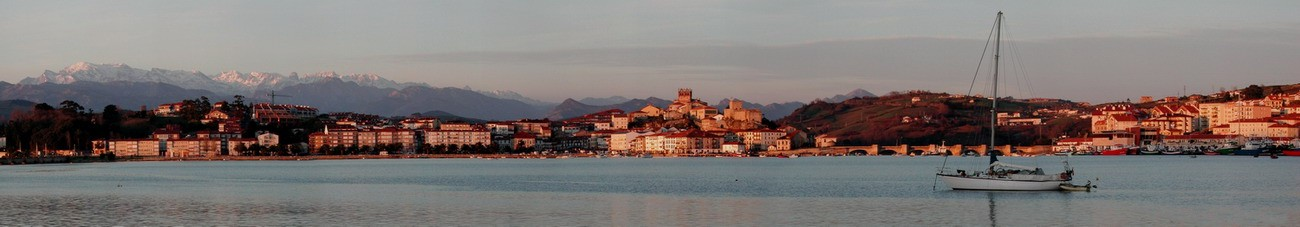
Panorámica de San Vicente de la Barquera, al fondo los Picos de Europa.

## Municipios de la comarca
| Alfoz de Lloredo           | 2446 | 46,34 | 52,78  |
| Comillas                   | 2195 | 18,61 | 117,95 |
| Ruiloba                    | 748  | 15,13 | 49,44  |
| San Vicente de la Barquera | 4173 | 41,5  | 100,55 |
| Santillana del Mar         | 4154 | 28,46 | 145,96 |
| Udías                      | 903  | 19,64 | 45,98  |
| Val de San Vicente         | 2804 | 50,9  | 55,09  |
| Valdáliga                  | 2218 | 97,76 | 22,69  |

## Destacado
- Cueva de Altamira
- Cueva de El Soplao
- Cueva de la Fuente del Salín
- Cueva de La Meaza
- Campus Comillas
- Zoológico y Jardín Botánico de Santillana del Mar
- Colegiata de Santillana del Mar

## Galería

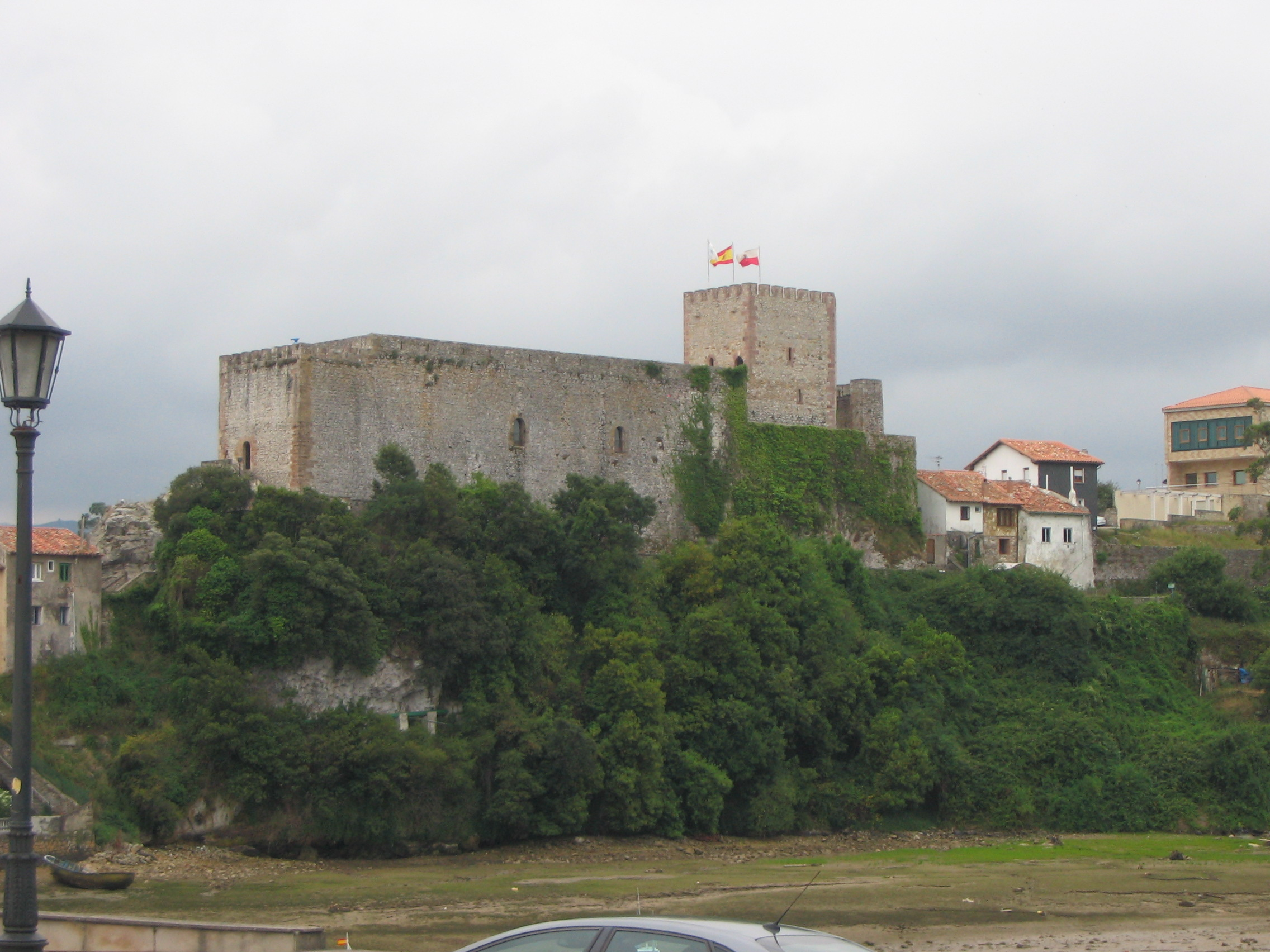
Castillo del Duque de Estrada en San Vicente de la Barquera.
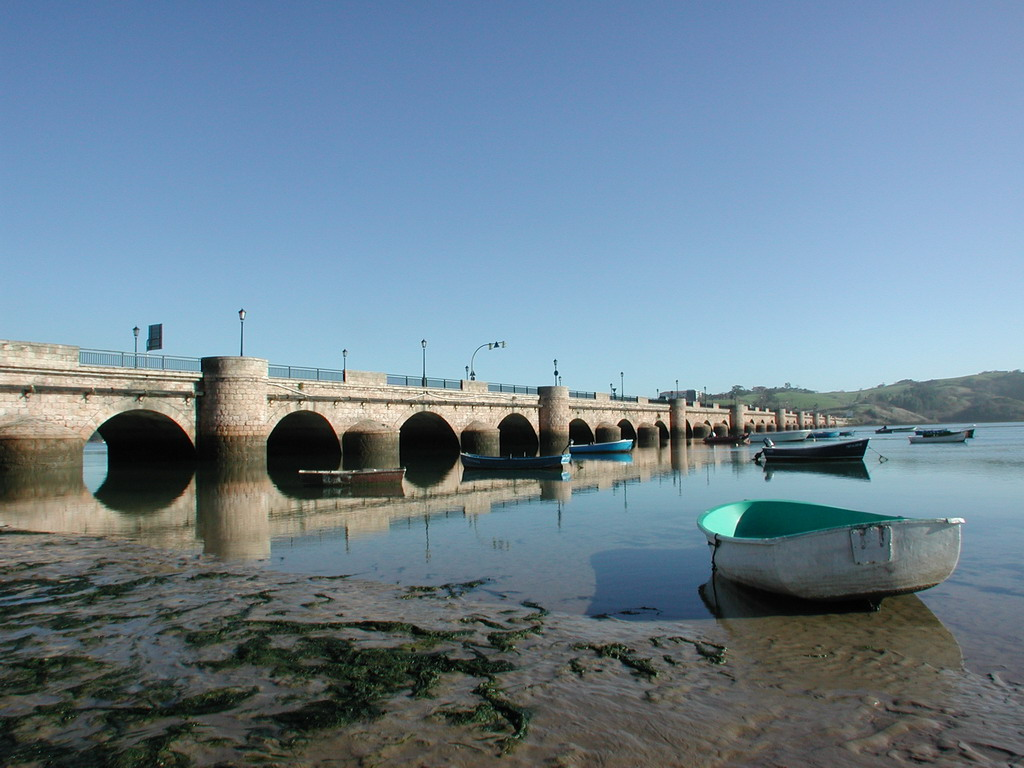
Puente de la Maza sobre la ría de San Vicente de la Barquera.
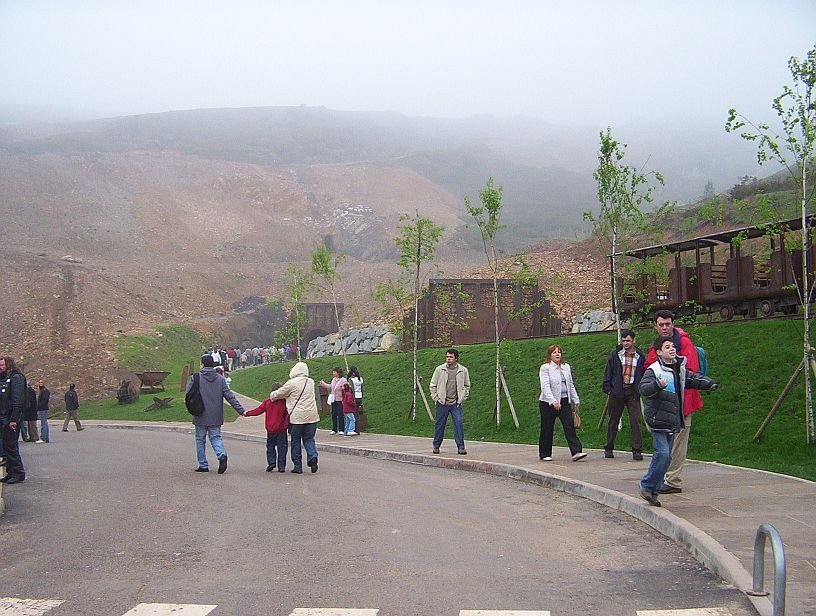
Accesos a la cueva de El Soplao en la Sierra de Arnero, a 540 metros de altitud.
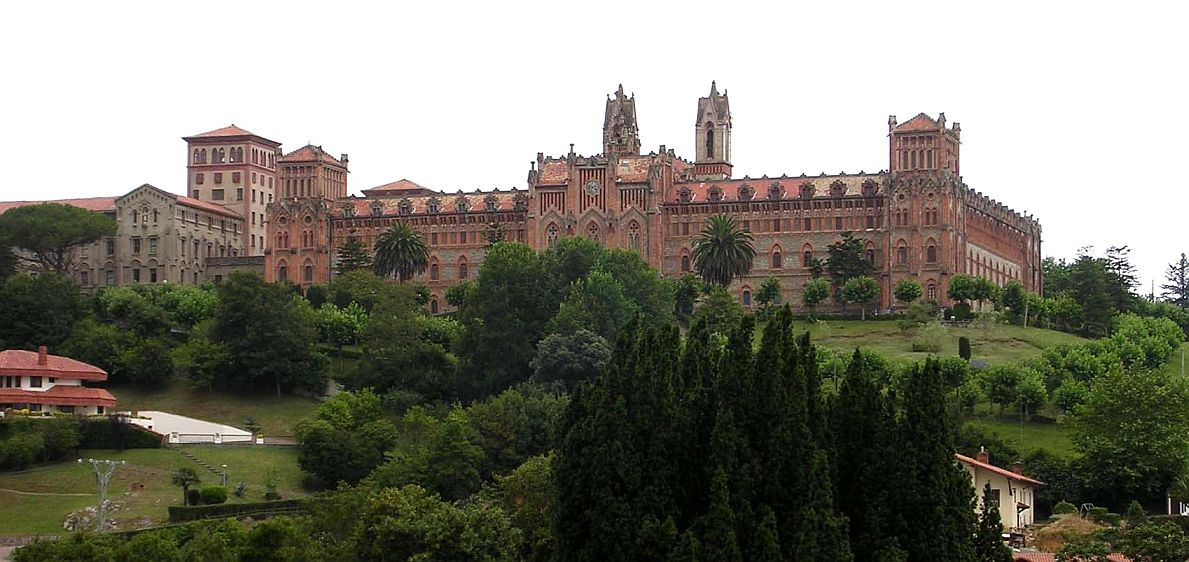
Edificio de la Universidad Pontificia de Comillas, futura sede del Campus Comillas.
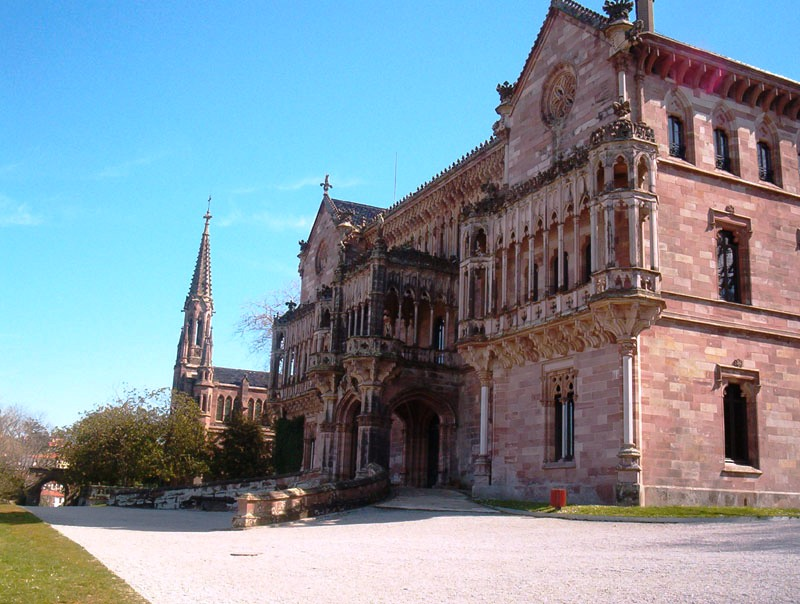
Palacio de Sobrellano, sede provisional del Campus Comillas.
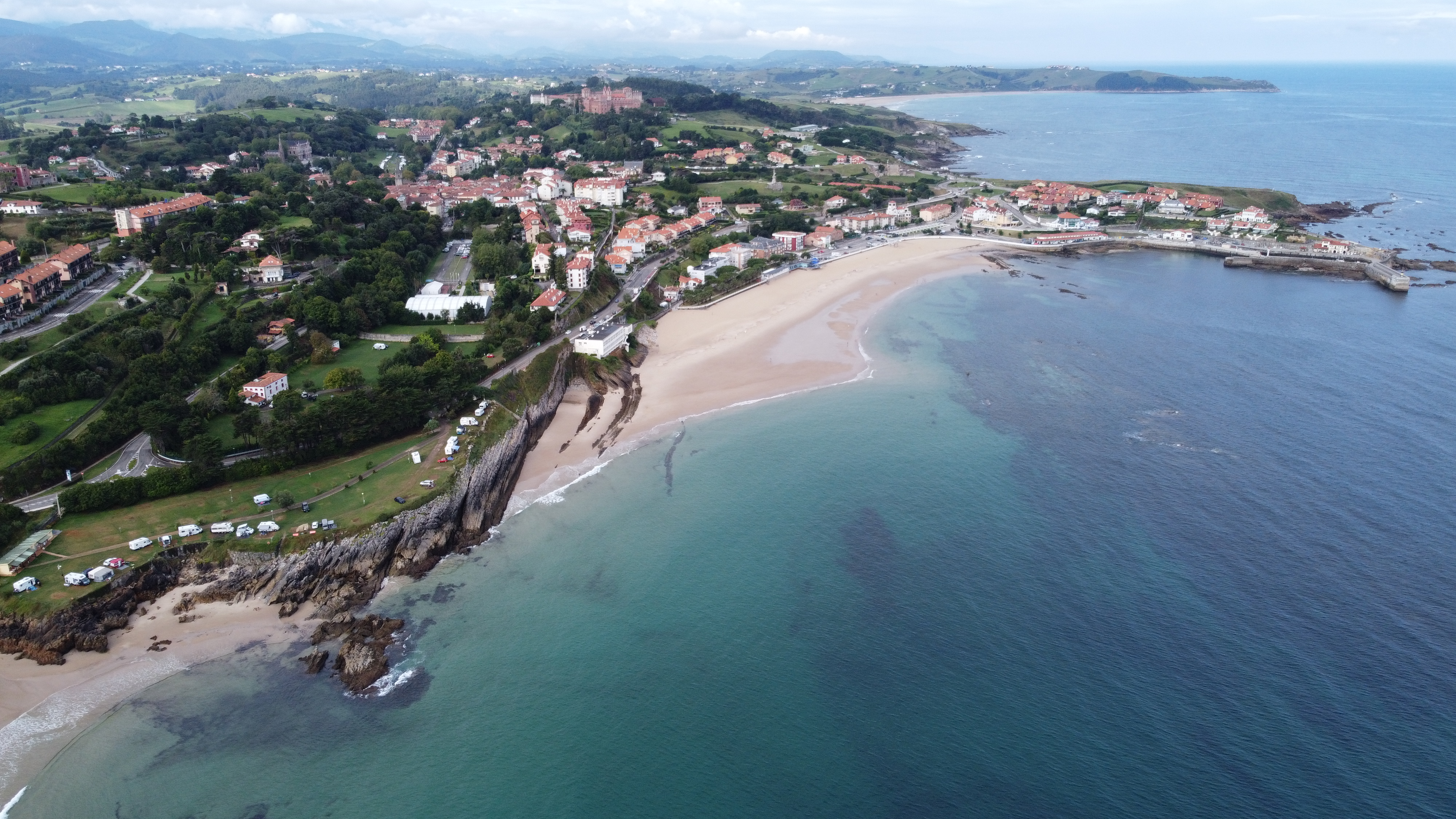
Playa de Comillas.
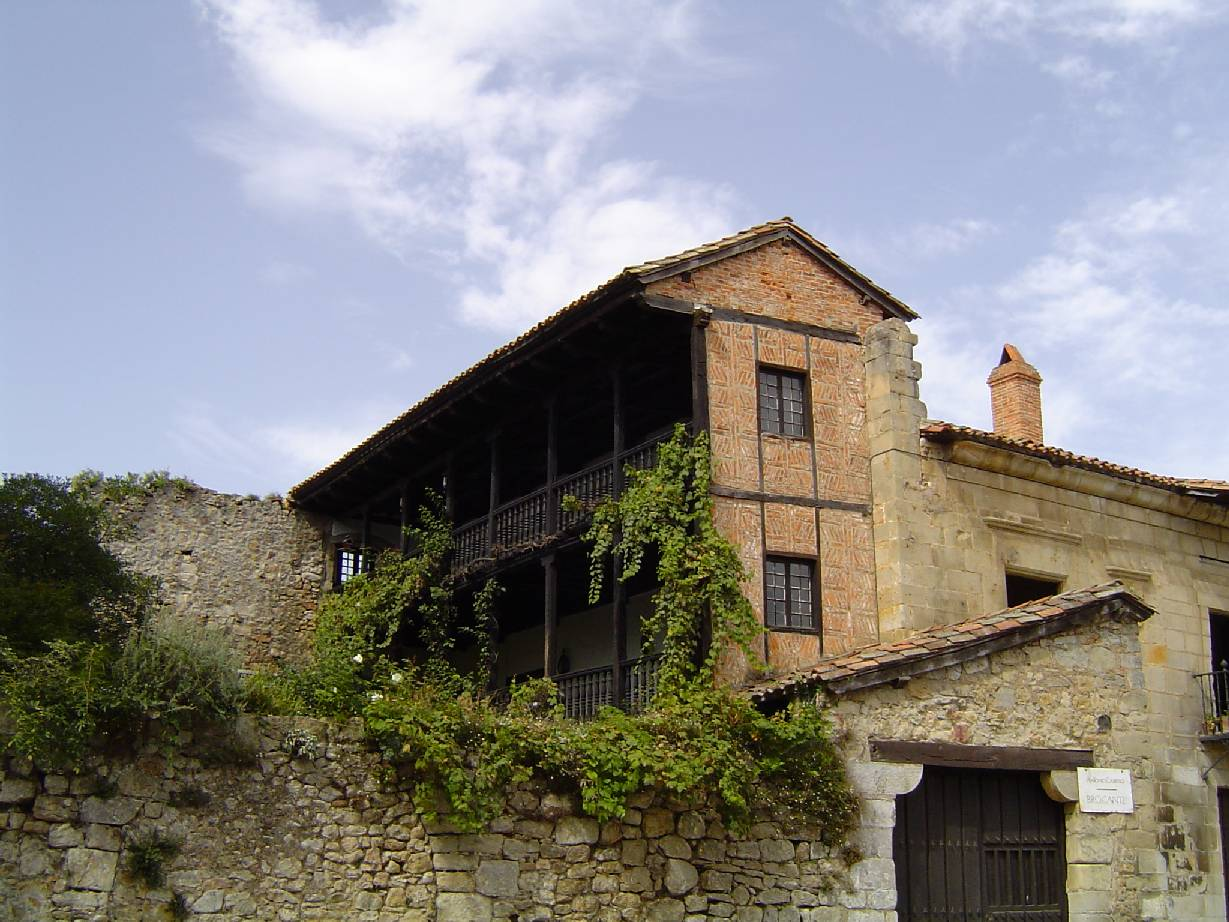
Arquitectura típica de Santillana del Mar.
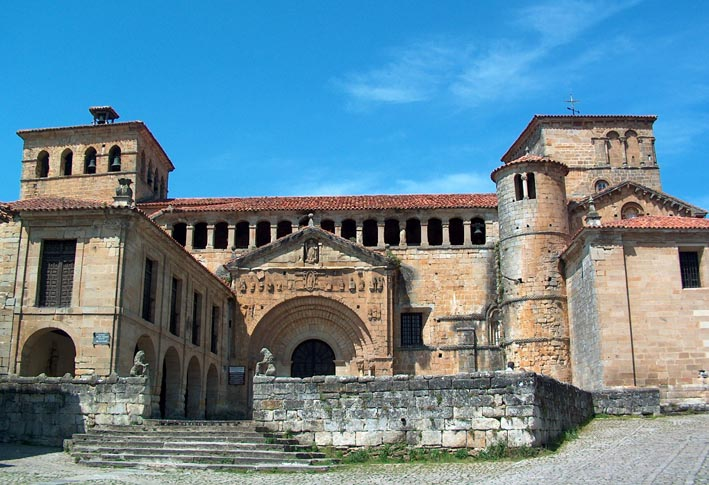
Vista general de la Colegiata de Santillana del Mar.
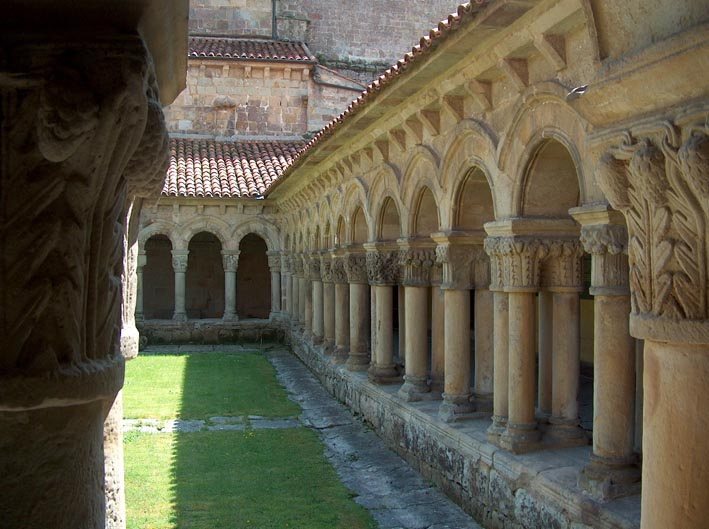
Claustro de la Colegiata de Santillana del Mar.